# Liste der Einträge im National Register of Historic Places im Douglas County (Missouri)

Lage des Douglas County in Missouri

Die Liste der Einträge im National Register of Historic Places im Douglas County in Missouri führt die Bauwerke und historischen Stätten im Douglas County auf, die in das National Register of Historic Places aufgenommen wurden.
| [ 3 ] | Name                                                                                            | Bild                                 | Eintragsdatum        | Lage                                          | Ort     | Beschreibung |
| ----- | ----------------------------------------------------------------------------------------------- | ------------------------------------ | -------------------- | --------------------------------------------- | ------- | ------------ |
| 1     | Ava Ranger Station Historic District                                                            | Ava Ranger Station Historic District | 2003 ID-Nr. 03000714 | Abseits der MO 5 36° 56′ 15″ N, 92° 39′ 41″ W | Ava     |              |
| 2     | Southwest Missouri Prehistoric Rock Shelter and Cave Sites Discontiguous Archeological District |                                      | 1991 ID-Nr. 91002046 | Adresse nicht veröffentlicht                  | Dogwood |              |